# خلة الشريف
خلة الشريف منطقة تقع  شمال غرب مدينة طمرة وجنوب غرب مدينة كابول في منطقة الجليل الغربي من فلسطين. كان النصف الشمالي للمنطقة تابعا لقرية كابول والنصف الجنوبي تابع لمدينة طمرة سنة 1953. وفي نهاية نفس السنة ضمت المنطقة الشمالية والشرقية من خلة الشريف إلى مجلس طمرة.
يحد شمال غرب منطقة خلة الشريف مساحات كبيرة من أحراش الدامون وكابول ومن ناحية الغرب سهول وتل الدامون، يقارب عدد سكان المنطقة 3000 نسمة.

## تاريخ
- الحاج صالح خضر زيداني كان من أول المساهمين في إدخال الكهرباء والماء إلى حي خلة الشريف كما أنه افتتح بيته كمدرسة في الحي إلى حين بناء مدرسة ابتدائية.[1]
- سنة 1990 سقط أول شهيد من عرب الداخل في باحة مسجد الأقصى يدعى عدنان خلف مواسي (مواليد سنة 1962) من خلة الشريف.[2]